# Леди в фургоне
«Леди в фургоне» (англ. The Lady in the Van) — британский фильм 2015 года режиссёра Николаса Хайтнера по сценарию известного актёра и драматурга Алана Беннетта. В основе сюжета лежит реальная история из жизни Беннета, которую он до этого описал в эссе, а также написал театральную пьесу.

## Сюжет
«Леди в фургоне» рассказывает о странной дружбе писателя Алана Беннета и Мэри Шеперд, пожилой женщины, которая припарковала свой фургон на подъездной дорожке его дома в Кэмден Таун на несколько дней, а осталась там почти на 15 лет. Знакомясь ближе со своей неожиданной соседкой, герой выясняет, что она была одаренной пианисткой и ученицей Альфреда Корто, играла Шопена на променадных концертах, хотела уйти в монастырь. В момент их знакомства она скрывается от полиции уверенная, что спровоцировала аварию с мотоциклистом.

## Производство
О начале работы над фильмом совместного производства BBC Films и TriStar Productions было объявлено в июне 2014 года. В это же время Мэгги Смит и Николас Хайтнер подтвердили свое участие в проекте. Таким образом «Леди в фургоне» продолжил долгую традицию сотрудничества Хайтнера и Беннета и стал их третьим совместным проектом в кинематографе после экранизаций пьес Беннета «Безумие короля Георга» (1994) и «Любители истории» (2006). На сцене пьесу «Леди в фургоне» (1999) также ставил Хайтнер, а главную роль исполняла Мэгги Смит.
Основная часть съемок проходила около или непосредственно в доме № 23 по улице Gloucester Crescent в северном Лондоне в октябре 2014 года (старом доме Алана Беннета), то есть в самом месте действия. По словам Хайтнера, другие места для съемок даже не рассматривались, а наблюдать за жителями района, многие из которых ещё помнили фургон Мэри Шеперд, было весьма увлекательно. Несколько дней съемки проходили в прибрежных городках острова Тэнит на востоке Кента.

## Актёрский состав
- Мэгги Смит — Мэри Шеперд / Маргарет Фэйрчайлд
- Алекс Дженнингс — Алан Беннет
- Клэр Хэммонд — Мэри Шеперд в молодости
- Роджер Аллам[10] — Руфус
- Дебора Финдли[10] — Полин
- Джим Бродбент[11] — Андервуд
- Фрэнсис де ла Тур[11] — Урсула Вон Уильямс[англ.]
- Клэр Фой — Лоис
- Сесилия Нобл — мисс Бриско
- Гвен Тейлор — мама
- Николас Бёрнс — Джайлс Перри
- Пандора Колин — миссис Перри
- Элинор Мацуура — интервьюер

### Камео
В камео-ролях в фильме появились все актёры основного состава пьесы А.Беннета «Любители истории», которую в 2004 году Н.Хайтнер поставил с большим успехом в Национальном театре. Исключение составили Фрэнсис де ла Тур, у которой была более значительная роль в фильме, и Ричард Гриффитс (умер в 2013 году).
- Сэмюэл Барнетт — Дональд[12]
- Сэмюэл Андресон — свидетель Иеговы[7]
- Стивен Кэмпбелл Мур — врач[13]
- Доминик Купер — театральный актёр[7]
- Джеймс Корден — уличный торговец[14]
- Саша Дхаван — доктор Малик[15]
- Эндрю Нотт — водитель скорой помощи[16]
- Клайв Меррисон — мужчина на исповеди[13]
- Джейми Паркер — агент по недвижимости[14]
- Рассел Тови — мужчина с серьгой[7]

## Релиз
Мировая премьера состоялась 12 сентября 2015 года на Международном кинофестивале в Торонто. Премьера в Великобритании прошла 13 октября на 59-м Лондонском кинофестивале, за которой последовала американская премьера 15 ноября в рамках 38-го Международного кинофестиваля в Денвере. Также с 13 ноября фильм можно было увидеть в кинотеатрах Великобритании, в то время как в США фильм вышел только в ограниченный прокат 15 января 2016 года.

## Критика
«Леди в фургоне» получил позитивные отзывы, особенная похвала досталась Мэгги Смит и её исполнению. На агрегаторе отзывов Rotten Tomatoes фильм имеет рейтинт 89 %, основанный на 152 отзыве, со средним рейтингом 7,2 из 10. На сайте Metacritic фильм держит рейтинг 70 из 100 на основе 30 отзывов, что соответствует оценке «в основном положительные отзывы».
The Hollywood Reporter в своей рецензии назвал героиню Смит главной движущей силой фильма, а о самой актрисе написал, что она полностью передала как юмор и странности героини, так и её боль от ситуации, в которую она попала. Обозреватель The Guardian, присудив фильму 4 звезды из 5, отметил, что Смит была «ужасающе хороша», а игру Дженнингса оценил, как «точную и сочувствующую».

## Награды и номинации
| Год  | Награда                            | Категория                                | Номинант   | Результат |
| ---- | ---------------------------------- | ---------------------------------------- | ---------- | --------- |
| 2015 | Золотой глобус                     | Лучшая женская роль — комедия или мюзикл | Мэгги Смит | Номинация |
| 2015 | BAFTA                              | Лучшая женская роль                      | Мэгги Смит | Номинация |
| 2015 | Кинопремия газеты Evening Standard | Лучшая актриса                           | Мэгги Смит | Победа    |